# San Felipe Tepatlán
San Felipe Tepatlán là một đô thị thuộc bang Puebla, México. Năm 2005, dân số của đô thị này là 4309 người.